# Павловское (Донецкая область)
Павловское (укр. Павлівське) — село на Украине, находится в Амвросиевском районе Донецкой области. Находится под контролем самопровозглашённой Донецкой Народной Республики.

## География

#### Соседние населённые пункты по странам света
С: Войковский
СЗ: —
СВ: Ольгинское
З: Обрезное, Светлый Луч
В: —
ЮЗ: Культура, Вишнёвое
ЮВ: Новоивановка, Кошарное, Ульяновское
Ю: —

## Население
Население по переписи 2001 года составляло 62 человека.

## Общая информация
Код КОАТУУ — 1420686006. Почтовый индекс — 87352. Телефонный код — 6259.

## Адрес местного совета
87352, Донецкая обл., Амвросиевский р-н, с. Новоивановка, ул. Советская, 5а; тел.: +38 (6259) 58-1-17.